# Scopula lutearia
Scopula lutearia är en fjärilsart som beskrevs av John Henry Leech 1897. Scopula lutearia ingår i släktet Scopula och familjen mätare. Inga underarter finns listade.